# Saturnin d'Arles
Saturnin (?-?) d'Arles est évêque d’Arles du début des années 350 (peut-être 347) à 361.

## Biographie
L’évêque d’Arles Saturnin est principalement connu par son opposition à Hilaire (Saint Hilaire), évêque de Poitiers dans la crise de l’arianisme et son soutien aux réformes arianisantes de la première période du pape Libère.

### Le concile d'Arles (353)

#### La situation en 353
L’arianisme est condamné au concile de Nicée (325). Cependant l’arianisme connait sa revanche avec l’empereur Constance qui recompose l’unité de l’empire romain après la mort de son frère Constant. Sur l’initiative du pape Libère qui veut réconcilier les évêques encore divisés et rétablir les ariens dans la communion, l’empereur Constance, se trouvant à Arles, décide que le concile s’y tiendra. C’est le concile d’Arles de 353.

#### Le concile
L'empereur en arbitre les séances et réclame la condamnation d’Athanase, l’évêque d’Alexandrie qui s’oppose à l’arianisme et à son autorité.
Les actes de ce concile sont perdus et l’on ne sait de son déroulement que ce qu’en ont dit des chroniqueurs hostiles à Constance et à sa politique théologique. Apparemment, l’empereur interdit toute discussion sur le fond aux évêques; il entend seulement leur faire condamner Anasthase, son adversaire le plus résolu. Un édit s’ajoute, pour menacer d’exil les récalcitrants. Tous les évêques présents – et Saturnin d’Arles en particulier – s’inclinent donc, à l’exception de Paulin de Trèves, fidèle à Athanase, qui est, comme annoncé, déposé et exilé.

### Le conflit avec l'évêqueHilaire
Le conflit rebondit sous l’initiative de l’évêque de Poitiers, Hilaire, qui excommunie Saturnin d’Arles et quelques autres. Ses adversaires répliquent par la tenue d’un concile à Béziers en 356. Sur ordre de Constance, Saturnin, archevêque d'Arles et Primat des Gaules, fait exiler Hilaire en Phrygie (Asie Mineure).
Dans les années qui suivent, Saturnin dirige l’Église de la Viennoise et de la Narbonnaise. Ainsi en 358, d’après Hilaire, toute la Viennoise et la Narbonnaise (sauf Toulouse)  se placent sous l’autorité de Saturnin. De même, l’année suivante, en 359, les évêques de Viennoise et Narbonnaise suivent encore leur chef Saturnin au concile de Rimini qui définit un dogme différent du symbole de Nicée.
Le triomphe de Saturnin ne tient pourtant qu’à l’appui de l’empereur Constance. La mort de ce dernier et l’avènement de Julien (361/363), changent tout. Le nouvel empereur qui n’apprécie pas la religion chrétienne et qui n’est sans doute pas fâché d’envenimer les relations dans l’Église, annule le décret de Constance sur l’exil d’Hilaire. Revenu à Poitiers, Hilaire reprend la lutte, notamment au concile de Paris, en 361, où il  réussit à ramener tout l’épiscopat gaulois dans la voie orthodoxe. Il y fait déposer Saturnin, que Sulpice Sévère déclare homme détestable et chargé de crimes, ainsi que l’évêque de Périgueux.

## Postérité
L'Histoire littéraire de la France lui consacre un chapitre.

### Sources
1. ↑  Lire en ligne sur Gallica

- P.A. Février (sous la direction de) - La Provence, des origines à l'an mil - 1989, Editions Ouest-France Université -  (ISBN 2737304563)